# La Feria del Diablo
The Devil's Carnival (La Feria del Diablo) es un filme corto musical dirigido por Darren Lynn Bousman protagonizada por Sean Patrick Flanery, Briana Evigan, Jessica Lowndes, Paul Sorvino, y Terrance Zdunich. Bousman y el escritor/actor Terrance Zdunich habían trabajado juntos anteriormente en la película operística Repo! The Genetic Opera; de este regresa la mayoría de su reparto que incluye a Paul Sorvino, Alexa Vega, Bill Moseley y Nivek Ogre. The Devil's Carnival tiene a las fábulas de Esopo como la base de su historia, con cada uno de los personajes principales representando una fábula. El personaje de Flannery (John) representa a La pena y su causa (Grief and His Due), el personaje de Evigan (Merrywood) representa a El perro y su reflejo (The Dog and Its Reflection), y el de Lowndes (Tamara) representa El escorpión y la rana (The Scorpion and the Frog).

## Argumento
Dios (Paul Sorvino), es un fabricante de marionetas que trabaja en su taller. Mientras tanto tres personas: John, un padre triste (Sean Patrick Flanery), la Srta. Merrywood (Briana Evigan) que es una ladrona, y la joven e ingenua Tamara (Jessica Lowndes) se despiertan en diferentes entradas al infierno, encontrando su nombre en un sobre que contiene un ticket para la feria.
Estos personajes conocen a los diferentes feriantes dentro: El Taquillero (Dayton Callie), La Muñeca Pintada (Emilie Autumn), El Reflejo (Ogre), El Payaso Vagabundo (Ivan L. Moody), y El Escorpión (Marc Senter). También se toparán con Wick (Alexa Vega) y sus damas de los lamentos (The Blessed Contessa, Capitán Maggots y Hannah Minx; con El Mago (Bill Moseley), con un Domador que hace que las 666 reglas del infierno se sigan al pie de la letra (Shawn Crahan) y quizá, si tienen muy mala suerte, hasta con el mismísimo Lucifer (Terrance Zdunich).

## Reparto
- Sean Patrick Flanery - John
- Briana Evigan - Srta. Merrywood
- Jessica Lowndes - Tamara
- Dayton Callie - El Taquillero
- Paul Sorvino - Dios
- Terrance Zdunich - Lucifer
- Alexa Vega - Wick
- J. LaRose - El General
- Bill Moseley - El Mago
- Emilie Autumn - La Muñeca Pintada
- Nivek Ogre - El Reflejo
- Marc Senter - El Escorpión
- Mighty Mike Murga - El Necio
- Shawn Crahan - El Domador
- Ivan L. Moody - El Payaso Vagabundo[3]
- Tillman Norsworthy - Daniel
- Hannah Minx/Jinx - Dama de los Lamentos
- Maggie "Captain Maggot" Lally - Dama de los Lamentos
- The Blessed Contessa Montebello - Dama de los Lamentos

## Desarrollo y producción
El rodaje de Devil's Carnival terminó a mediados de enero del 2011 y pasó a posproducción, cuando Noise Creep reportó que Shawn Crahan de Slipknot estaría participando en su primer rol de actuación. Un tráiler fílmico presentando a la cantante Emilie Autumn fue lanzado a finales de diciembre del 2011. "The Hollywood Reporter" cita a Bousman al decir que la película es "más accesible que Repo pero mucho más oscura que ésta" y que The Devil's Carnival tendrá una gira por múltiples ciudades (en Estados Unidos) comenzando en abril del 2012 y un disco de 12 canciones.
Bousman y Zdunich han revelado que The Devil's Carnival será un proyecto en desarrollo, con el segundo episodio ya escrito. Los dos han declarado que debido a que el proyecto es autofinanciado, el episodio dos será producido si recuperan los costos del primero. En la parada de Boston en la gira de repetición, Bousman y Zdunich revelaron que tanto el episodio 2 y 3 ya han sido escritos, con tentativas producciones al final del año.

### Escenas eliminadas
El 2 de marzo de 2012, el vídeo musical para In All My Dreams I Drown fue publicado en Internet. Originalmente, la pieza tomaría parte del filme mismo, pero fue movida a los créditos finales ya que no "fluía con el resto de la película". De acuerdo con el director (Bousman), In all My Dreams I Drown iba a ir después de la canción The Devil's Carnival. Tamara se encontraría en el escenario de la feria, sería seducida por Lucifer, y luego despertaría de nuevo; lo cual resultaba redundante.

## Recepción
Artist Direct le dio a la película 4.5 de 5 estrellas, elogiando la estética y las actuaciones. The Phoenix New Times también alabó a The Devil's Carnival, diciendo que "la trama y la banda sonora eran oscuras y encantadoramente cómicas" Dread Central le dio 4 de 5 cuchillas, elogiando a la película como "subversiva y contagiosa" Fearnet también la reseñó, declarando "etiquetad a Repo y a Devil's Carnival como musicales raros para gente rara si queréis, pero siempre hay lugar para un cineasta que le da un gusto a sus espectadores y que entrega algo un poco... dudoso" Firstshowing.net citó a la banda sonora como lo más destacado del filme".

## Banda sonora
La banda sonora de este filme fue lanzado el 3 de abril en formato digital en Amazon y iTunes, con una edición limitada de discos físicos vendidos en las paradas de la gira.

### Lista de canciones
"Heaven's All Around" - Paul Sorvino
"The Devil's Carnival" - Alexa Vega, Mighty Mike, Bill Moseley
"In All My Dreams I Drown" - Jessica Lowndes and Terrance Zdunich*
"666" - Dayton Callie and Carnies
"Kiss the Girls" - Alexa Vega and Woe-Maidens
"Beautiful Stranger" - Kevin "Ogre" Ogilvie and Briana Evigan
"A Penny for a Tale" - Ivan Moody
"Trust Me" - Marc Senter
"Prick! Goes the Scorpion's Tale" - Emilie Autumn
"Grief" - Sean Patrick Flanery
"Grace for Sale" - Terrance Zdunich
"Off to Hell We Go" - The Carnies *
Notes
* Aparecen solamente durante los créditos.

## Difusión
Bousman y Zdunich anunciaron en agosto del 2012 que el filme sería lanzado en DVD y Bluray el 23 de octubre de 2012. La película será lanzada en dos ediciones, una edición de coleccionista: "Maestro de la Pista" (Ringmaster) y la versión "Pecador" (Sinner). La edición "Ringmaster" es un paquete combo de Blu-ray/DVD limitado a 6,660 copias mientras que la edición "Sinner" es un DVD con una banda sonora extendida que fue vendida exclusivamente en Hot Topic.